# 町屋町 (春日井市)
町屋町（まちやちょう）は、愛知県春日井市にある地名。現行行政地名は町屋町1丁目と町屋町。

## 地理
春日井市西部に位置する。東は鷹来町、西は田楽町、北は上田楽町に接する。

## 歴史

### 沿革
- 1948年（昭和23年） - 春日井市田楽の一部により、同市町屋町として成立[1]。
- 1972年・1977年（昭和47年・昭和52年） - 春日井市大手町・岩野町と境界変更を行う[1]。
- 1980年（昭和55年） - 鷹来公民館が開設される[1]。

## 世帯数と人口
2019年（平成31年）4月1日現在の世帯数と人口は以下の通りである。
| 町丁・丁目  | 世帯数  | 人口    |
| ----------- | ------- | ------- |
| 町屋町      | 620世帯 | 1,367人 |
| 町屋町1丁目 | 127世帯 | 285人   |
| 計          | 747世帯 | 1,652人 |

### 人口の変遷
国勢調査による人口の推移
| 1995年（平成7年）  | 1,754人 | [ 7 ]  |  |
| 2000年（平成12年） | 1,766人 | [ 8 ]  |  |
| 2005年（平成17年） | 1,767人 | [ 9 ]  |  |
| 2010年（平成22年） | 1,689人 | [ 10 ] |  |
| 2015年（平成27年） | 1,672人 | [ 11 ] |  |

## 学区
市立小・中学校に通う場合、学区は以下の通りとなる。また、公立高等学校に通う場合の学区は以下の通りとなる。
| 町丁・丁目  | 番・番地等                                                                                               | 小学校               | 中学校               | 高等学校 |
| ----------- | --- | -------------------- | -------------------- | -------- |
| 町屋町      | 3470番地～3616番地1、3617番地1 3618番地1、3727番地2・8 3755番地3～4098番地1 4145番地6～4149番地1         | 春日井市立鷹来小学校 | 春日井市立鷹来中学校 | 尾張学区 |
| 町屋町      | 3616番地2〜56 3650番地2～3662番地2 3713番地3、3723番地2〜29 3727番地9〜16、3736番地 4125番地2～4133番地1 | 春日井市立大手小学校 | 春日井市立鷹来中学校 | 尾張学区 |
| 町屋町1丁目 | 全域 | 春日井市立大手小学校 | 春日井市立鷹来中学校 | 尾張学区 |

## 交通
- 愛知県道25号春日井一宮線
- 愛知県道27号春日井各務原線

## 施設
- 鷹来公民館[6]北緯35度16分17.3秒 東経136度57分21.4秒 / 北緯35.271472度 東経136.955944度
- 神明社[6]
- 上町屋公会堂
- 鷹来子どもの家
- 内田耳鼻咽喉科
- 磯部皮膚科医院
- 東濃信用金庫鷹来支店

## その他

### 日本郵便
- 郵便番号 : 486-0809[4]（集配局：春日井郵便局[14]）。